# Muhammad ibn Raszid Al Maktum
Muhammad bin Raszid Al Maktum (arab. الشيخ محمد بن راشد آل مكتوم; ur. 22 lipca 1949 w Al Shindagha) – szejk arabski, od 2006 emir Dubaju, premier i wiceprezydent Zjednoczonych Emiratów Arabskich.

## Życiorys
Trzeci z czterech synów emira Dubaju, Raszida bin Sa’ida Al Maktuma, podstawowe i średnie wykształcenie zdobył w Dubaju, następnie studiował w Anglii (University of Cambridge). W styczniu 1995 jego starszy brat Maktum ibn Raszid Al Maktum, kolejny emir Dubaju, mianował go następcą tronu.
Przyczynił się do rozwoju Dubaju, planując uczynić z miasta jeden z najważniejszych ośrodków finansowych świata i lidera gospodarczego regionu. Zainicjował m.in. budowę planowanego najwyższego budynku na świecie Burdż Dubaj, otwartego jako Burdż Chalifa. Uważany za jednego z najbogatszych ludzi na świecie, znany jest ze swojej pasji jeździeckiej; z jego inicjatywy odbywają się zawody jeździeckiego Pucharu Świata w Dubaju.
W styczniu 2006 po śmierci szejka Maktuma został emirem Dubaju; kilka dni później z nominacji prezydenta Zjednoczonych Emiratów Arabskich Chalify ibn Zajida Al Nahajjana objął także stanowiska premiera i wiceprezydenta kraju, zajmowane dotychczas przez zmarłego brata.
Przewodził 4 stycznia 2010 ceremonii otwarcia najwyższego budynku świata Burdż Chalifa.
Ma sześć żon; jedną z nich  była Haja bint Husajn – córka Husajna ibn Talala i przyrodnia siostra Abd Allaha II, króla Jordanii. Jest ojcem dwadzieściorga czworga dzieci.